# 刘玉江
劉玉江（1971年12月—），男，漢族，山東廣饒人，中华人民共和国政治人物。畢業於中國政法大學刑事司法學院訴訟法學專業，研究生學歷，法學博士。1994年7月參加工作，1992年4月加入中國共產黨。

## 生平
中國政法大學經濟法系經濟法專業學學士、北京大學馬克思主義學院馬克思主義理論與思想政治教育專業碩士、中國政法大學刑事司法學院訴訟法學專業博士。學士畢業後任職於中國政法大學民商經濟法學院。2006年，發表博士論文取得法學博士學位，並到中共中央統一戰線工作部任職。2014年11月，任中央統戰部機關黨委常務副書記。2015年11月，獲任中央統戰部三局（負責港澳台事務）局長。2018年10月，轉任中央統戰部九局（負責新疆事務）局長。2020年6月，成為河南省人民政府副省长。